# The Missing Witness (film 1913)
The Missing Witness è un cortometraggio muto del 1913 diretto da Thomas N. Heffron, qui al suo secondo film come regista.

## Produzione
Il film fu prodotto dalla Thanhouser Film Corporation.

## Distribuzione
Distribuito dalla Mutual Film, uscì nelle sale cinematografiche USA il 12 agosto 1913.